# Transesterifikace
Transesterifikace (též reesterifikace) jsou reakce, při kterých se vyměňují organické funkční skupiny R″ esterů se skupinami R′ alkoholů. Katalyzátory bývají kyseliny nebo zásady; reakci však mohou zprostředkovávat také některé enzymy, jako jsou lipázy (například E.C.3.1.1.3).

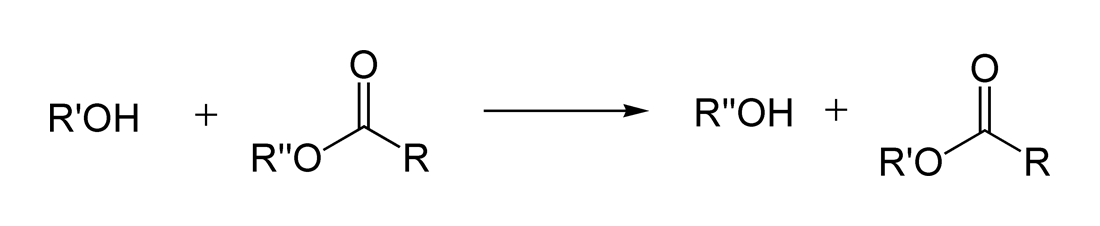
Transesterifikace: alkohol + ester → jiný alkohol a jiný ester

Silné kyseliny tuto reakci katalyzují dodáváním protonů na karbonylové skupiny, které se tím stávají silnějšími elektrofily, zatímco zásady odštěpují protony z alkoholů a zvyšují jejich nukleofilitu. Pokud se alkohol vzniklý při reakci odděluje destilací, tak se rovnováha posouvá směrem k produktům; estery obsahující větší alkoxyskupiny tak lze vyrobit z methyl- či ethylesterů zahříváním směsi esteru, kyseliny nebo zásady, a alkoholu s delším řetězcem.

## Mechanismus
Při transesterifikaci vytvoří karbonylový uhlík výchozího esteru tetraedrický meziprodukt, který se může buď přeměnit zpět na výchozí materiál, nebo vytvořit transesterifikovaný produkt (RCOOR2). Tyto možné produkty vytváří rovnováhu, přičemž jejich poměr závisí na relativních energiích reaktantu a produktu. V závislosti na podmínkách reakce se může objevit také hydrolýza esteru a/nebo esterifikace, které poté vytvářejí příměsi volných karboxylových kyselin.

## Využití

### Výroba polyesterů
Nejvýznamnějším využitím transesterifikace je výroba polyesterů. Diestery jsou přitom transesterifikovány reakcemi s dioly za vzniku makromolekul; dimethyltereftalát a ethylenglykol vytvářejí polyethylentereftalát a methanol, který se odpaří.

### Methanolýzy a výroba bionafty
Zpětná reakce, methanolýza, je také transesterifikací. Tímto způsobem se rozkládají polyestery na příslušné monomery a také se takto rozkládají tuky za vzniku bionafty.
Ve 40. letech 20. století se hledal způsob, jak lépe vyrábět glycerol, používaný na výrobu výbušnin. Řada dosud používaných postupů má původ v této době.[zdroj?]

### Zpracování tuků
Interesterifikace tuků se používají v potravinářství na úpravy mastných kyselin v tucích a rostlinných olejích. Pevný tuk, obsahující především nasycené mastné kyseliny, tak lze transesterifikovat s olejem obsahujícím hlavně nenasycené mastné kyseliny, za vzniku polotuhého tuku obsahujícího oba struhy kyselin v podobných množstvích.

### Ostatní
Transesterifikace se používají na výrobu enolů, jež se jinými postupy získávají obtížně; například snadno dostupný vinylacetát lze takto přeměnit na vinylethery:
ROH + AcOCH=CH2 ⟶ ROCH=CH2 + AcOH